# Biathlon aux Jeux olympiques de 2026
Navigation
Pékin 2022 Alpes françaises 2030
Les épreuves de biathlon  aux Jeux olympiques d'hiver de 2026 se déroulent du 8 au 21 février 2026 dans le stade Südtirol Arena Alto Adige d'Antholz-Anterselva, en Italie. 

## Qualifications
210 places (105 hommes et 105 femmes) sont disponibles pour les athlètes pour participer aux Jeux avec cinq épreuves par genre et un relais mixte.
La qualification est basée sur le classement de la coupe des Nations 2025 à l'issue de la saison 2024/2025 ; dans chaque genre (hommes et femmes) les 20 premiers du classement se verront attribuer un quota : 
- 6 places de quota pour les pays classés de 1 à 3
- 5 places de quota pour les pays classés de 4 à 10
- 4 places de quota pour les pays classés de 11 à 20

Il reste 12 quotas par sexe qui sont attribués individuellement (mais quota attribué au pays) aux biathlètes si leur nation est classée au delà de la 20e place. La sélection se base sur le classement de la coupe du monde de biathlon 2025-2026 arrêté au 18 janvier 2026 à l'issue de la cinquième étape, avec une limite de deux biathlètes maximum par fédération. Les CNO qui n'ont pas obtenu de place de qualification via le classement de la Coupe du monde des nations sont éligibles pour obtenir une ou deux places de qualification par sexe via la liste des points de qualification de l'IBU, dans la limite globale des 12 places mentionnées.
| Nations            | Hommes | Femmes | Total |
| ------------------ | ------ | ------ | ----- |
| France             | 6      | 6      | 12    |
| Suède              | 6      | 6      | 12    |
| Norvège            | 6      | 5      | 11    |
| Allemagne          | 5      | 6      | 11    |
| Italie             | 5      | 5      | 10    |
| Suisse             | 5      | 5      | 10    |
| Tchéquie           | 5      | 5      | 10    |
| Ukraine            | 5      | 5      | 10    |
| Finlande           | 5      | 5      | 10    |
| Slovénie           | 5      | 4      | 9     |
| Autriche           | 4      | 5      | 9     |
| États-Unis         | 4      | 4      | 8     |
| Belgique           | 4      | 4      | 8     |
| Pologne            | 4      | 4      | 8     |
| Bulgarie           | 4      | 4      | 8     |
| Estonie            | 4      | 4      | 8     |
| Lettonie           | 4      | 4      | 8     |
| Lituanie           | 4      | 4      | 8     |
| Canada             | 4      | 4      | 8     |
| Roumanie           | 4      | -      | 4     |
| Slovaquie          | -      | 4      | 4     |
| Total : 21 Nations | 93     | 93     | 186   |

| Quota        | Hommes | Femmes |
| ------------ | ------ | ------ |
| 2 biathlètes |        |        |
| 1 biathlète  |        |        |

## Calendrier
| Heure | Horaire local de l'épreuve (UTC +1) Heure de Paris (UTC +1) |

| Épreuves | Épreuves | Jour de compétition (Février 2026) | Jour de compétition (Février 2026) | Jour de compétition (Février 2026) | Jour de compétition (Février 2026) | Jour de compétition (Février 2026) | Jour de compétition (Février 2026) | Jour de compétition (Février 2026) | Jour de compétition (Février 2026) | Jour de compétition (Février 2026) | Jour de compétition (Février 2026) | Jour de compétition (Février 2026) | Jour de compétition (Février 2026) | Jour de compétition (Février 2026) | Jour de compétition (Février 2026) |
| Épreuves | Épreuves | Dim. 8                             | Lun. 9                             | Mar. 10                            | Mer. 11                            | Jeu. 12                            | Ven. 13                            | Sam. 14                            | Dim. 15                            | Lun. 16                            | Mar. 17                            | Mer. 18                            | Jeu. 19                            | Ven. 20                            | Sam. 21                            |
| Hommes   | Hommes   |                                    |                                    | Individuel 13:30                   |                                    |                                    | Sprint 14:00                       |                                    | Poursuite 11:15                    |                                    | Relais 14:30                       |                                    |                                    | Mass Start 14:15                   |                                    |
| Femmes   | Femmes   |                                    |                                    |                                    | Individuel 14:15                   |                                    |                                    | Sprint 14:00                       | Poursuite 14:45                    |                                    |                                    | Relais 14:45                       |                                    |                                    | Mass Start 14:15                   |
| Mixte    | Mixte    | Relais 14:05                       |                                    |                                    |                                    |                                    |                                    |                                    |                                    |                                    |                                    |                                    |                                    |                                    |                                    |

## Résultats

### Hommes
| Épreuve                                 | Or | Or | Argent | Argent | Bronze | Bronze |
| --------------------------------------- | -- | -- | ------ | ------ | ------ | ------ |
| Individuel (20 km) résultats détaillés  |    |    |        |        |        |        |
| Sprint (10 km) résultats détaillés      |    |    |        |        |        |        |
| Poursuite (12,5 km) résultats détaillés |    |    |        |        |        |        |
| Mass Start (15 km) résultats détaillés  |    |    |        |        |        |        |
| Relais (4 × 7,5 km) résultats détaillés |    |    |        |        |        |        |

### Femmes
| Épreuve                                  | Or | Or | Argent | Argent | Bronze | Bronze |
| ---------------------------------------- | -- | -- | ------ | ------ | ------ | ------ |
| Individuel (15 km) résultats détaillés   |    |    |        |        |        |        |
| Sprint (7,5 km) résultats détaillés      |    |    |        |        |        |        |
| Poursuite (10 km) résultats détaillés    |    |    |        |        |        |        |
| Mass Start (12,5 km) résultats détaillés |    |    |        |        |        |        |
| Relais (4 × 6 km) résultats détaillés    |    |    |        |        |        |        |

### Mixte
| Épreuve                                              | Or | Or | Argent | Argent | Bronze | Bronze |
| ---------------------------------------------------- | -- | -- | ------ | ------ | ------ | ------ |
| Relais (2 × 6 km H + 2 × 6 km F) résultats détaillés |    |    |        |        |        |        |

## Tableau des médailles
- Pays organisateur ( Italie)

| Rang | Pays | Médaille d'or, Jeux olympiques | Médaille d'argent, Jeux olympiques | Médaille de bronze, Jeux olympiques | Total |